# Bewdley Town F.C.
Câu lạc bộ bóng đá Bewdley Town là một câu lạc bộ bóng đá có trụ sở tại Bewdley, Worcestershire, Anh. Đội hiện là thành viên của Midland League Premier Division và thi đấu trên sân Ribbesford Meadows.

## Lịch sử
Câu lạc bộ được thành lập vào năm 1978 bởi sự hợp nhất của Bewdley Old Boys và Woodcolliers. Đội bóng tham gia Kidderminster & District League, chơi cho đến khi tham gia giải Division One South của West Midlands (Regional) League năm 1999. Câu lạc bộ là á quân Division One South mùa giải 2001-02 và vô địch mùa giải tiếp theo, nhưng đã không có khả năng thăng hạng.
Việc tổ chức lại giải đấu đã chứng kiến Bewdley chơi ở Division One trong mùa giải 2004-05 và đội tiếp tục giành chức vô địch, thăng hạng lên Premier Division sau khi đồng ý chung sân với Stourport Swifts. Mùa giải 2010-11, câu lạc bộ đã giành được Worcestershire Senior Urn, đánh bại Studley 2-1 trong trận chung kết. Đội đã bảo vệ thành công Urn ở mùa giải tiếp theo, đánh bại Alvechurch 3-2 trong trận chung kết.

## Sân vận động
Ban đầu, câu lạc bộ chơi tại Gardens Meadow, nơi từng là sân nhà của cả Bewdley Old Boys và Woodcolliers. Tuy nhiên, sau khi nó được bán để làm nhà ở, câu lạc bộ tạm thời chuyển đến Kidderminster trước khi mua đất để xây dựng Ribbesford Meadow Ground. Đội đã buộc phải chia sân với Stourport Swifts cho mùa giải 2005-06 để được thăng hạng lên Premier Division, nhưng đã trở lại Ribbesford Meadow vào mùa giải tiếp theo sau khi xây dựng khán đài 140 chỗ ngồi và lắp đặt dàn đèn.

## Danh hiệu
- West Midlands (Regional) League
  - Vô địch Division One South 2002-03
- Worcestershire Senior Urn
  - Vô địch 2010-11, 2011-12
- Worcestershire Junior Cup
  - Vô địch 2003-04, 2004-05[4]

## Kỉ lục
- Thành tích tốt nhất tại Cúp FA: Vòng loại thứ nhất, 2011-12 2012-13[2]
- Thành tích tốt nhất tại FA Vase: Vòng Hai, 2007-08, 2009-10[2]